# Вітовецький провулок
Вітовецький прову́лок — провулок у Дарницькому районі міста Києва, селище Бортничі. Пролягає від Вітовецької вулиці до кінця забудови.

## Історія
Виник у середині ХХ століття під назвою 1-й провулок Лермонтова, на честь російського поета М.Ю. Лермонтова.
Сучасна назва, що походить від урочища Вітовець — з вересня 2022 року.